# Urgesellschaft
Die Urgesellschaft ist ein Begriff, der laut Friedrich Engels das ursprüngliche Zusammenleben der Menschen in vorgeschichtlicher Zeit bezeichnet, bevor die ersten schriftlichen Überlieferungen entstanden. Dabei kann unterschieden werden zwischen der Art des Homo sapiens als Menschen, und anderen Vertretern der Gattung Homo wie dem Homo erectus oder dem Neandertaler. Engels behauptete, „dass Tierfamilie und menschliche Urgesellschaft unverträgliche Dinge sind“, weil „die sich aus der Tierheit emporarbeitenden Urmenschen entweder gar keine Familie kannten oder höchstens eine, die bei den Tieren nicht vorkommt.“ Der US-amerikanische Anthropologe Lewis Henry Morgan und die Übersetzungen seiner Bücher verwenden ebenfalls den Begriff Urgesellschaft.
Im Einzelnen ist diese lange Zeitperiode quellenmäßig nicht direkt erschließbar. Dennoch gibt es in der Archäologie durch die Untersuchung materieller Kulturen verschiedene Möglichkeiten, Erkenntnisse über diesen Zeitraum zu erlangen, ebenso in der Soziobiologie, in den Religionswissenschaften durch die Analyse der vielen Mythen oder in der Sozialanthropologie.

## Dauer
Die sogenannte Urgesellschaft, oder angemessener: die Urgesellschaften umspannen in der bisherigen Geschichte der Menschheit wahrscheinlich den bei weitem längsten Zeitraum, mehr als drei Millionen Jahre, während andere Gesellschaftsformen im Vergleich dazu nur eine relativ kurze Zeitspanne bestanden und bestehen (weniger als 1 Prozent des Zeitraums).
Aus der Archäologie stammt der Begriff Steinzeit für die Zeit, in der Steinwerkzeuge (Faustkeile) die ältesten zeitlich einordbaren und grob datierbaren Funde sind. Andere, gar ältere Werkzeuge und Gegenstände aus Natur- oder Tiermaterialien (Holz, Knochen, Fellen) zerfielen und blieben nicht erhalten. In diese Steinzeit fällt auch die Entwicklung neuer Sozialstrukturen vor rund 20.000 bis 6.000 Jahren. Allgemein wird das Aufkommen von Ackerbau und Viehhaltung als Übergang zur Jungsteinzeit und als Ende dieser Phase betrachtet. An die Neolithische Revolution schloss sich in manchen Gebieten die Bronzezeit an (rund 2200 bis 800 v. Chr.), lief aber teilweise auch parallel.

## Theoretische Annahmen
Eine Gesellschaft bildet sich durch gemeinschaftlich handelnde soziale Gruppen unterschiedlicher Größe. Zu erdgeschichtlich verschiedenen Zeiten sowie in unterschiedlichen Klima- und Ökozonen waren die Gesellschaften des Menschen durchaus unterschiedlich ausgeprägt.
Die nur allmählichen Ausbreitungen der frühen Menschengruppen (geschätzte 1 bis 10 Kilometer pro Jahr) stellten zunächst geringe Anforderungen an sie und ihre Generationenfolge – sie nahmen keine Veränderungen wahr, besonders in äquatorialen Gegenden. Allerdings bewirkten einschneidende Umweltveränderungen wie Eis- und Warmzeiten, denen die Wanderer im Zielgebiet ausgesetzt wurden, neue Formen der Anpassung mit entsprechenden sozialen Strukturen. Nahrungsgewinnung und Witterungsschutz sowie die Anwendung des Feuers waren sozial erfolgreich. Eine hohe soziale Differenzierung urgesellschaftlicher Organisationsformen ist aber nicht vorauszusetzen. Die ersten fassbaren Gesellschaften sowie ähnliche gegenwärtige Gruppen erscheinen relativ gleichgestellt (egalitär).
Die Isoliertheit einzelner Gruppen, z. B. während der Eiszeiten oder in insularen Siedlungsgebieten, führte zu kulturell unterschiedlichen Traditionen sowie zu phänotypischen, auch rassentheoretischen Differenzierungen. Die vergleichsweise seltenen Kontakte wurden von einer fußläufigen, insgesamt stationären Gesellschaft im nächsten Umkreis gefunden. Ob die Exogamie (Außenheirat) darauf hindeutet, dass den Menschen die Fortpflanzungsbiologie bewusst wurde (Zeugung), wird bezweifelt; Exogamie wird soziologisch eher als sich bewährende Sicherung der (Re-)Integration auseinanderstrebender Gruppierungen angesehen (beispielsweise bei Lineage- oder Clan-Allianzen mit gegenseitigen Eheschließungen).
Einige religiöse Überlieferungen sprechen ebenfalls von einer Urgesellschaft und meinen damit die über alle Jägergruppierungen verbreiteten Vorformen späterer Religionen, die sich aus der gesellschaftlichen Praxis ihrer Mitglieder ableiten. In den Schriftkulturen wird die bis heute bestehende Unterscheidung zwischen Hirten und Ackerbauern erkennbar, beispielsweise in der biblischen Geschichte von Kain und Abel. Noch in neuzeitlichen makrosoziologischen Theorien bestehen ausgefeilte Annahmen zu gemeinsamen Zügen einer Urgesellschaft, etwa bei Thomas Hobbes, Jean-Jacques Rousseau oder Friedrich Engels.
Ob die frühen Menschen herrschaftsfrei oder anarchisch lebten oder schon gefestigte Führungspositionen ausbildeten (Häuptlinge), ist jeweils nur eine begründbare Annahme. Ebenfalls ob sie sich als soziale Horden organisierten, religiöse Kulte pflegten (mit Ahnenkult oder Totemismus?) und kulturell schon Erzähler oder familiär schon die Kernfamilie kannten. Wirtschaftlich wird dieser Gesellschaft eine auf je nach erdgeschichtlicher Zeit oder Vegetationszone unterschiedliche aneignende Wirtschaft zugeschrieben: ein Leben als Jäger, Fischer und Sammler (Wildbeuter). Während der Eiszeit lag deren Schwerpunkt beispielsweise in Mitteleuropa und Nordamerika auf der Jagd, während anderswo auch Sammeln und Fischfang große Bedeutung erlangten, so in Mitteleuropa nach dem Abwandern der Großtierfauna in der Mittelsteinzeit (vergleiche skandinavische Køkkenmøddinger).
In der marxistischen Theorie über die gesellschaftliche Entwicklung der Menschheit, insbesondere im historischen Materialismus, wird die Urgesellschaft auch als klassenloser Urkommunismus bezeichnet, weil es ebenso wie in dem auf den Kapitalismus folgenden „Kommunismus“ kein Privateigentum an Produktionsmitteln gab.